# Bilciurești, Dâmbovița
Bilciurești este satul de reședință al comunei cu același nume din județul Dâmbovița, Muntenia, România. Se află în partea de sud-est a județului, în Câmpia Vlăsiei.
Aici se află un depozit de gaze naturale care alimentează Municipiul București și termocentrala Petrom de la Ploiești.
http://www.adevarul.ro/financiar/Ne_pregatim_de_forta_majora_in_alimentarea_cu_gaze_0_607739763.html